# Saint-Pierre-du-Mesnil
Saint-Pierre-du-Mesnil era una comuna francesa situada en el departamento de Eure, de la región de Normandía, que el 1 de enero de 2016 pasó a ser una comuna delegada de la comuna nueva de Mesnil-en-Ouche al fusionarse con las comunas de Ajou, Beaumesnil, Bosc-Renoult-en-Ouche, Épinay, Gisay-la-Coudre, Gouttières, Granchain, Jonquerets-de-Livet, La Barre-en-Ouche, Landepéreuse, La Roussière, Saint-Aubin-des-Hayes, Saint-Aubin-le-Guichard, Sainte-Marguerite-en-Ouche y Thevray.

## Demografía
| Gráfica de evolución demográfica de Saint-Pierre-du-Mesnil entre 1800 y 2013 |
|                                                                              |

Los datos demográficos contemplados en este gráfico de la comuna de Saint-Pierre-du-Mesnil se han cogido de 1800 a 1999 de la página francesa EHESS/Cassini, y los demás datos de la página del INSEE.